# Francesco Maria Veracini
Francesco Maria Veracini (1. února 1690 Florencie – 31. října 1768 Florencie) byl italský houslista a hudební skladatel. Hrát na housle ho naučil strýc Antonio Veracini. Roku 1714 pobýval v Londýně a následujícího roku v Düsseldorfu ve službách kurfiřta Jana Viléma Falckého. Roku 1716 se přesunul do Benátek, kde zkomponoval šestici předeher, jež značně zvýšily jeho pověst jako hudebního skladatele. Tehdy také věnoval dvě sbírky houslových sonát saskému korunnímu princi Augustovi, jenž ho pozval do Drážďan. Veracini tam měl na starosti mimo jiné operní provoz a během jednoho vyostřeného sporu se dvěma tamními hudebníky, skladatelem Johannem Davidem Heinichenem a kastrátem Senesinem, rozzuřený Veracini vyskočil z okna v prvním patře, čímž si přivodil zranění, v jejichž důsledku až do konce života kulhal. Roku 1723 se vrátil do rodné Florencie, kde působil jako chrámový hudebník. Roku 1733 odjel do Londýna, kde složil několik oper, ale roku 1744 město opustil, protože tamní hudební provoz zcela ovládl Händel. Po dobrodružné cestě domů, při které jen jako zázrakem přežil ztroskotání lodi, se vrátil do Florencie, kde opět působil jako hudebník v kostelích, ale koncertoval často i jako houslový virtuos a kapelník. Z jeho skladatelského odkazu jsou dnes nejznámější virtuosní houslové sonáty op. 2.